# Damvillers
Damvillers [dɑ̃vile] est une commune française située dans le département de la Meuse, dans la région historique et culturelle de Lorraine, en région Grand Est.

## Géographie
La commune est à 2,3 km de Etrayes, 4,3 de Moirey-Flabas-Crépon, 24,5 de Verdun et 80 de Luxembourg (ville).

Écarts et lieux-dits : Gibercy.
| Peuvillers | Peuvillers | Vittarville           |
| Wavrille   | Damvillers | Moirey-Flabas-Crépion |
| Wavrille   | Wavrille   | Moirey-Flabas-Crépion |

### Géologie et relief
Hydrogéologie et climatologie : Système d’information pour la gestion des eaux souterraines du bassin Rhin-Meuse, par le BRGM :
Territoire communal : Occupation du sol (Corinne Land Cover); Cours d'eau (BD Carthage),
Géologie : Carte géologique; Coupes géologiques et techniques,
 Hydrogéologie : Masses d'eau souterraine; BD Lisa; Cartes piézométriques

### Sismicité
Commune située dans une zone 1 de sismicité très faible.

### Hydrographie
La commune est dans le bassin versant de la Meuse au sein du bassin Rhin-Meuse. Elle est drainée par la Thinte, le ruisseau du Bois de Chavrelle, le ruisseau du Bois de Damvillers, le ruisseau Aux Tripes, le ruisseau d'Etraye, le ruisseau de Reville, la Fausse Rivière, le ruisseau de l'Eaufontaine, le ruisseau de Maurupt, le ruisseau de Peuvillers, le ruisseau de Prelle et le ruisseau de Wavrille,.
La Thinte, d'une longueur de 17 km, prend sa source dans la commune de Azannes-et-Soumazannes et se jette  dans le Loison à Vittarville, après avoir traversé neuf communes. 

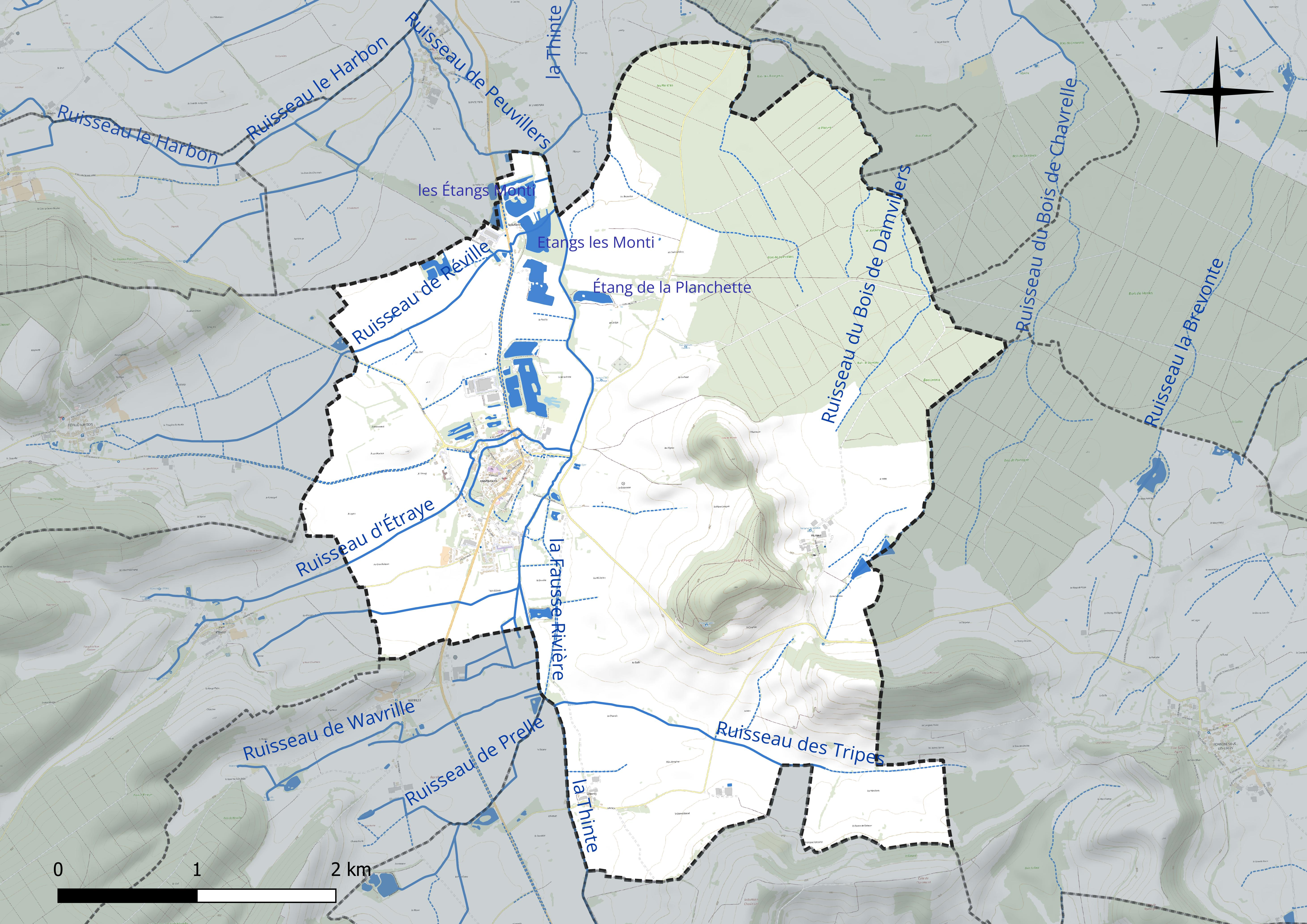
Réseau hydrographique de Damvillers.

Trois plans d'eau complètent le réseau hydrographique : les Etangs les Monti (4,5 ha), les étangs Monti (3,5 ha) et l'étang de la Planchette (1,8 ha),.

### Climat
Pour des articles plus généraux, voir Climat du Grand Est et Climat de la Meuse.
En 2010, le climat de la commune est de type climat de montagne, selon une étude du Centre national de la recherche scientifique s'appuyant sur une série de données couvrant la période 1971-2000. En 2020, Météo-France publie une typologie des climats de la France métropolitaine dans laquelle la commune est exposée à un climat océanique altéré et est dans la région climatique  Lorraine, plateau de Langres, Morvan, caractérisée par un hiver rude (1,5 °C), des vents modérés et des brouillards fréquents en automne et hiver. 
Pour la période 1971-2000, la température annuelle moyenne est de 9,7 °C, avec une amplitude thermique annuelle de 16,4 °C. Le cumul annuel moyen de précipitations est de 906 mm, avec 13,6 jours de précipitations en janvier et 9,6 jours en juillet. Pour la période 1991-2020, la température moyenne annuelle observée sur la station météorologique de Météo-France la plus proche, « Villette », sur la commune de Villette à 18 km à vol d'oiseau, est de 10,1 °C et le cumul annuel moyen de précipitations est de 909,4 mm. 
La température maximale relevée sur cette station est de 39 °C, atteinte le 25 juillet 2019 ; la température minimale est de −14,8 °C, atteinte le 20 décembre 2009,,. 
Les paramètres climatiques de la commune ont été estimés pour le milieu du siècle (2041-2070) selon différents scénarios d'émission de gaz à effet de serre à partir des nouvelles projections climatiques de référence DRIAS-2020. Ils sont consultables sur un site dédié publié par Météo-France en novembre 2022.

### Intercommunalité
Commune membre de la Communauté de communes de Damvillers Spincourt.

## Urbanisme

### Typologie
Au 1er janvier 2024, Damvillers est catégorisée commune rurale à habitat dispersé, selon la nouvelle grille communale de densité à sept niveaux définie par l'Insee en 2022.
Elle est située hors unité urbaine et hors attraction des villes,.

### Occupation des sols
L'occupation des sols de la commune, telle qu'elle ressort de la base de données européenne d’occupation biophysique des sols Corine Land Cover (CLC), est marquée par l'importance des territoires agricoles (65,5 % en 2018), en diminution par rapport à 1990 (66,4 %). La répartition détaillée en 2018 est la suivante : 
prairies (41,1 %), forêts (28,6 %), terres arables (24,4 %), zones urbanisées (4,4 %), eaux continentales (1,5 %). 
L'évolution de l’occupation des sols de la commune et de ses infrastructures peut être observée sur les différentes représentations cartographiques du territoire : la carte de Cassini (XVIIIe siècle), la carte d'état-major (1820-1866) et les cartes ou photos aériennes de l'IGN pour la période actuelle (1950 à aujourd'hui).

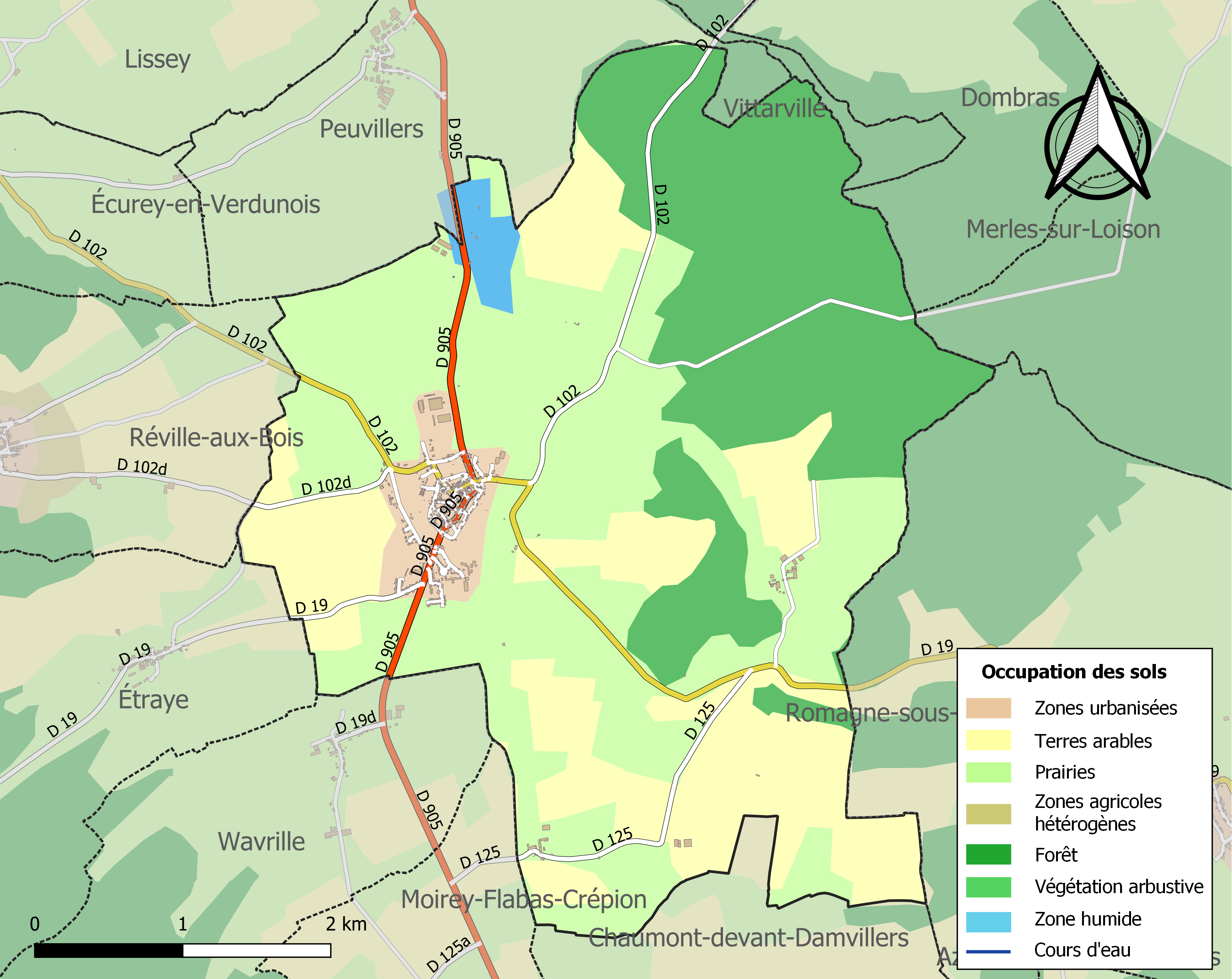
Carte des infrastructures et de l'occupation des sols de la commune en 2018 (CLC).

### Voies de communications et transports

#### Voies routières
- D 19 vers Étrayes[21].
- D 65 vers Moirey--Flabas-Crépon.
- D 102 vers Écurey-en-Verdunois.

#### Transports en commun
- Fluo Grand Est.

#### Lignes SNCF

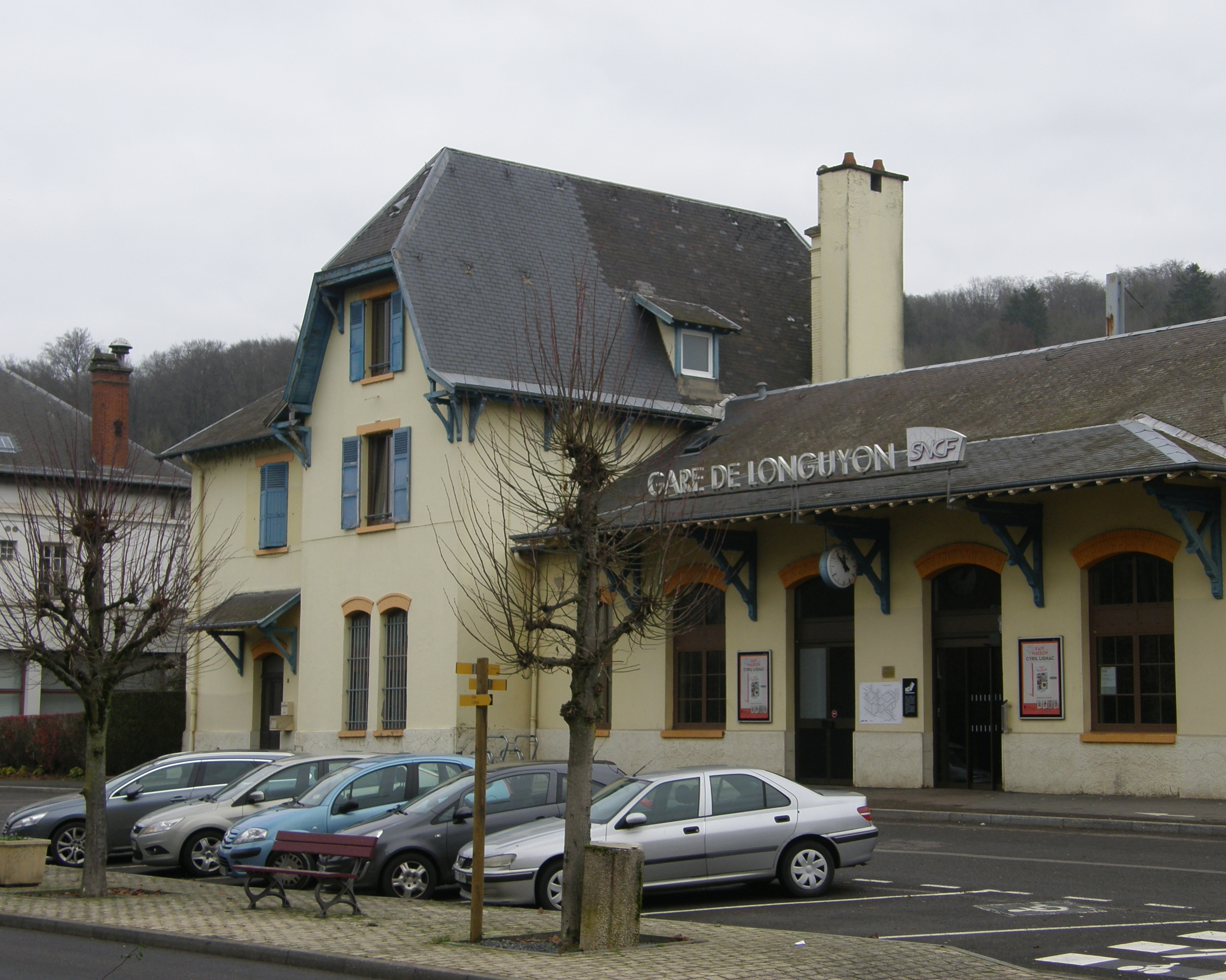
Gare de Longuyon.

- Gare de Longuyon,
- Gare de Verdun,
- Gare de Montmédy,
- Gare de Baroncourt,
- Gare d'Étain.

## Toponymie
Anciennes mentions : Damvillerium (1086) ; Danviler (1204) ; Danvillers (1238) ; Villarum de Danvillers (1324) ; Moneta Damviller, moneta Damvile (XIVe siècle) ; Danviller (1413) ; Dampvillers (1538) ; Dampvilliers (1549) ; De Dompnovillari (1642) ; Danvilliers (1661) ; Damvillæum (1679) ; Damviller (1700) ; Dampville (1730) ; Damvillé, Danis-villa (1738) ; Damvilliers (1745).
Damvillers : de Dom, contraction du latin dominus « seigneur », a pris au VIIIe siècle le sens de ''saint'' formation fréquente dans les régions germanisées, particulièrement dans l'Est de la France et Villers est un appellatif toponymique français et un patronyme qui procède du gallo-roman villare, dérivé lui-même du gallo-roman villa « grand domaine rural », issu du latin villa rustica. L'origine du nom viendrait de la juxtaposition du château de Dame, qui protégeait le village au Moyen Âge, et du couvent de Villiers, qui lui était rattaché.

## Histoire
En 1285, Jean de Muraut ou Murauvaux, l'un des quatre pairs de l'évêque de Verdun, se trouvait au tournoi de Chauvency. Jacques Bretel en fait le héros d'une des joutes qu'il raconte. Le château de Muraut (détruit à l'époque de Louis XIII) se trouvait sur une des buttes, à l'écart de Damvillers, à la lisière de la forêt. Son autre résidence (également disparue aujourd'hui) aurait été, selon l'ancien historien J. Havet, le château de Murauvaux, près de Mont-Villers.
En 1317, Damvillers était un petit village dépendant du Duché du Luxembourg, protégé par un château qu'a habité Béatrix, reine de Bohême. Charles Quint en fit une place forte qui, après avoir soutenu plusieurs sièges et avoir appartenu à diverses puissances, fut cédé à la France par le traité des Pyrénées en 1659. Damvillers fit ensuite partie du Luxembourg français jusqu'en 1790. Fut chef-lieu de prévôté.
En 1741, le Maréchal de Belle-Isle, fit vider les fossés des fortifications et fit fermer la ville par des palissades et des chevaux de frise.
En 1552, Henri II, lors du « voyage d'Allemagne », revient d'Alsace et s'empare le 11 juin de la ville qui a soutenu un siège de huit jours. Lors de cette bataille Ambroise Paré, chirurgien du roi, expérimenta la ligature artérielle lors de l'amputation.
Était rattaché au diocèse de Verdun.

### Fusion de communes
Le 15 juin 1967, Damvillers fusionne avec Gibercy sous le régime de la fusion simple.

## Politique et administration
| Période                                  | Période   | Identité                 | Étiquette | Qualité                                                |
| ---------------------------------------- | --------- | ------------------------ | --------- | ------------------------------------------------------ |
| Les données manquantes sont à compléter. |           |                          |           |                                                        |
| 1852                                     |           | Jean-Baptiste Gérard     |           |                                                        |
| 1861                                     |           | Gaspard Marchal          |           |                                                        |
| 1872                                     |           | Gilbert Hyppolite Carton |           |                                                        |
| avant 1995                               | mars 2014 | Roland Jehannin          | PS        | Conseiller général du canton de Damvillers (2008-2015) |
| mars 2014                                | mai 2020  | Jacques Stalars          |           |                                                        |
| mai 2020                                 | En cours  | Anne Postal              |           |                                                        |

### Budget et fiscalité 2022
En 2022, le budget de la commune était constitué ainsi :
- total des produits de fonctionnement : 461 000 €, soit 658 € par habitant ;
- total des charges de fonctionnement : 383 000 €, soit 546 € par habitant ;
- total des ressources d'investissement : 238 000 €, soit 339 € par habitant ;
- total des emplois d'investissement : 138 000 €, soit 197 € par habitant ;
- endettement : 136 000 €, soit 194 € par habitant.

Avec les taux de fiscalité suivants :
- taxe d'habitation : 2,31 % ;
- taxe foncière sur les propriétés bâties : 27,02 % ;
- taxe foncière sur les propriétés non bâties : 4,93 % ;
- taxe additionnelle à la taxe foncière sur les propriétés non bâties : 0,00 % ;
- cotisation foncière des entreprises : 0,00 %.

Chiffres clés Revenus et pauvreté des ménages en 2020 : médiane en 2020 du revenu disponible, par unité de consommation : 20 510 €.

### Jumelage
- Zierenberg (Allemagne) depuis le 25 juin 1967[29].
- Ligny (Belgique) depuis 1966

## Population et société

### Démographie
L'évolution du nombre d'habitants est connue à travers les recensements de la population effectués dans la commune depuis 1793. Pour les communes de moins de 10 000 habitants, une enquête de recensement portant sur toute la population est réalisée tous les cinq ans, les populations de référence des années intermédiaires étant quant à elles estimées par interpolation ou extrapolation. Pour la commune, le premier recensement exhaustif entrant dans le cadre du nouveau dispositif a été réalisé en 2005.

En 2022, la commune comptait 615 habitants, en évolution de −5,67 % par rapport à 2016 (Meuse : −4,4 %, France hors Mayotte : +2,11 %).
| 1793 | 1800 | 1806 | 1821 | 1831  | 1836  | 1841 | 1846  | 1851 |
| ---- | ---- | ---- | ---- | ----- | ----- | ---- | ----- | ---- |
| 779  | 809  | 917  | 992  | 1 075 | 1 045 | 998  | 1 028 | 978  |

| 1856 | 1861 | 1866 | 1872 | 1876 | 1881 | 1886 | 1891 | 1896 |
| ---- | ---- | ---- | ---- | ---- | ---- | ---- | ---- | ---- |
| 879  | 934  | 910  | 834  | 840  | 809  | 791  | 837  | 830  |

| 1901 | 1906 | 1911 | 1921 | 1926 | 1931 | 1936 | 1946 | 1954 |
| ---- | ---- | ---- | ---- | ---- | ---- | ---- | ---- | ---- |
| 746  | 746  | 680  | 614  | 635  | 531  | 473  | 441  | 522  |

| 1962 | 1968 | 1975 | 1982 | 1990 | 1999 | 2005 | 2006 | 2010 |
| ---- | ---- | ---- | ---- | ---- | ---- | ---- | ---- | ---- |
| 566  | 588  | 631  | 674  | 627  | 620  | 636  | 653  | 655  |

| 2015 | 2020 | 2022 | - | - | - | - | - | - |
| ---- | ---- | ---- | - | - | - | - | - | - |
| 653  | 618  | 615  | - | - | - | - | - | - |

### Enseignement
Établissements d'enseignements :
- Écoles maternelle et primaire.
- Collège à Damvillers.
- Lycées à Verdun.

### Santé
Professionnels et établissements de santé :
- Médecins à Damvillers, Marville, Charny-sur-Meuse, Dun-sur-Meuse,
- Pharmacies à Marville, Dun-sur-Meuse, Belleville-sur-Meuse, Longuyon,
- Hôpitaux à Longuyon, Mont-Saint-Martin, Briey, Villerupt.

### Cultes
- Culte catholique, Paroisse Saint Maur de la Source Vive[36], Diocèse de Verdun.

## Économie

### Entreprises et commerces

#### Agriculture
- Culture de céréales, de légumineuses et de graines oléagineuses.
- Culture et élevage associés.
- Élevage de vaches laitières.
- Sylviculture et autres activités forestières.
- Élevage de chevaux et d'autres équidés.
- Élevage d'autres bovins et de buffles.

#### Tourisme
- Hébergements et restauration.

#### Commerces
- Commerces et services de proximité.

## Culture locale et patrimoine

### Lieux et monuments

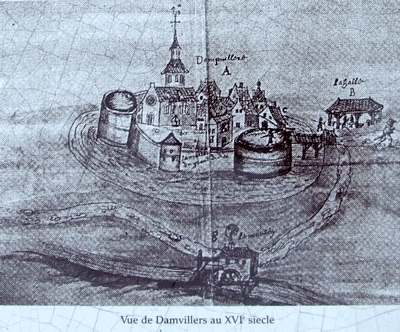
Damvillers au XVIe siècle.
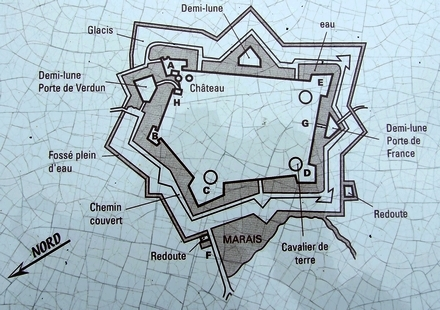
Remparts de Damvillers au XVIIe siècle.
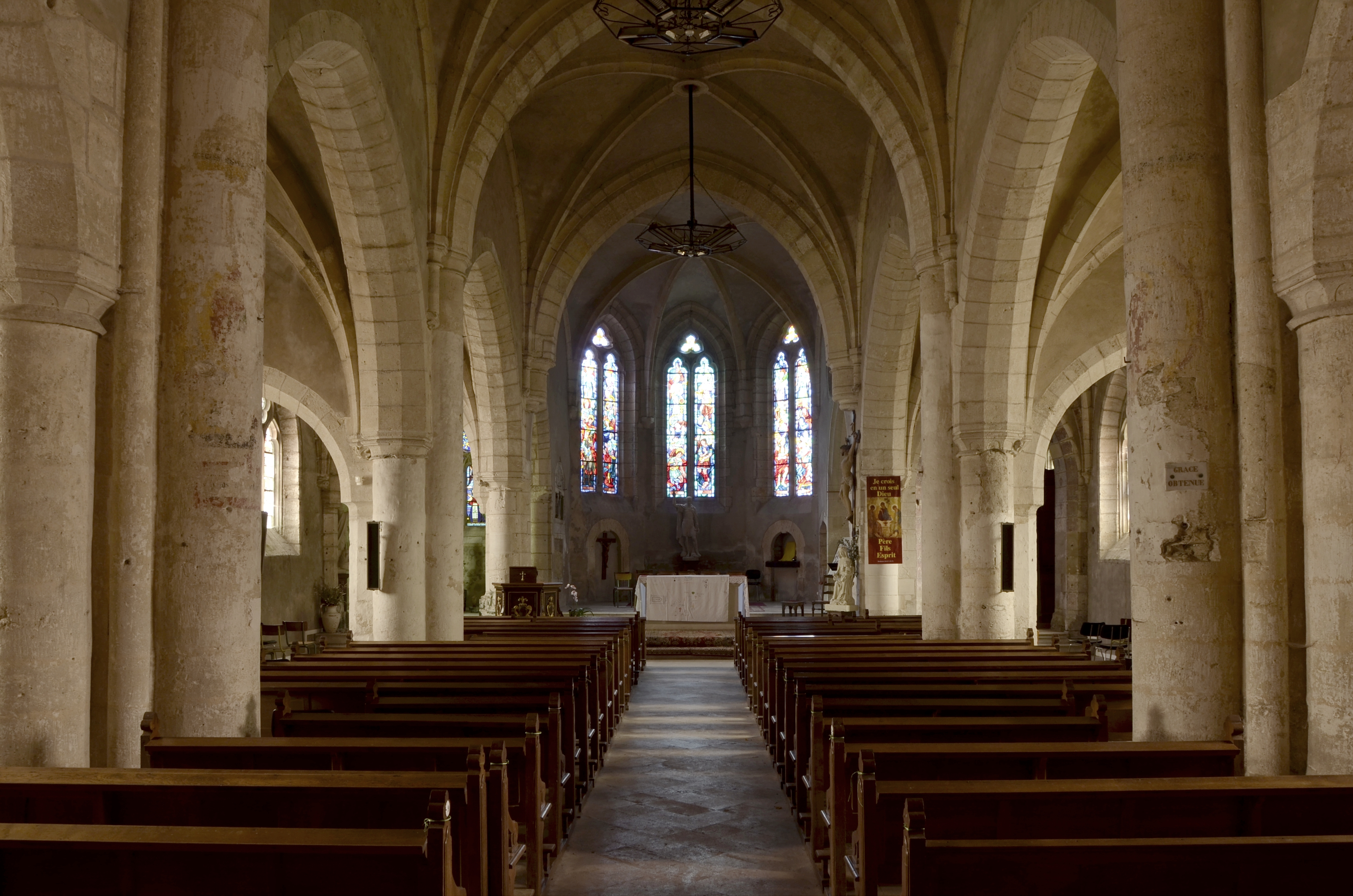
Église Saint-Maurice de Damvillers Nef.
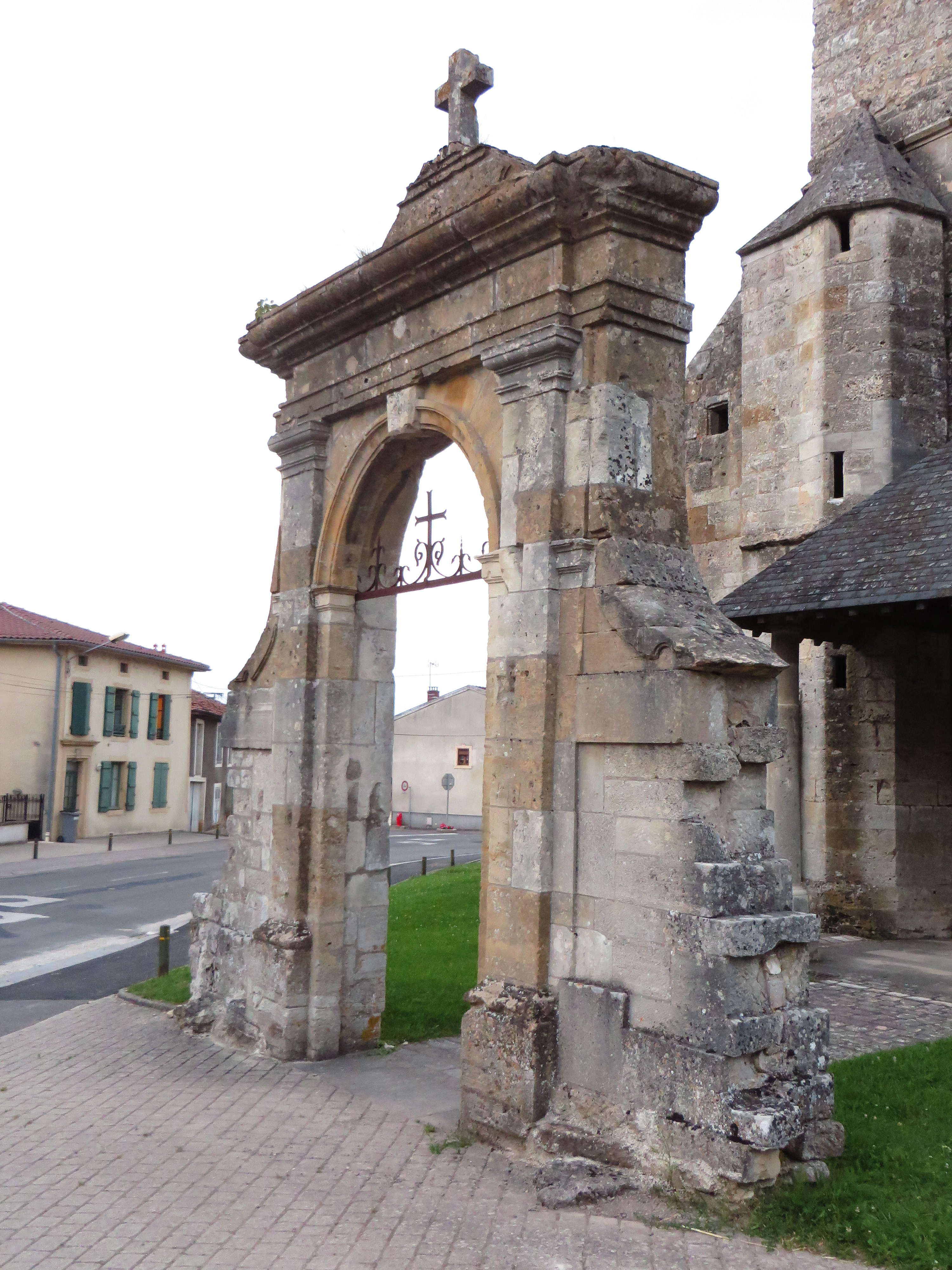
Église Saint-Maurice le premier portail.
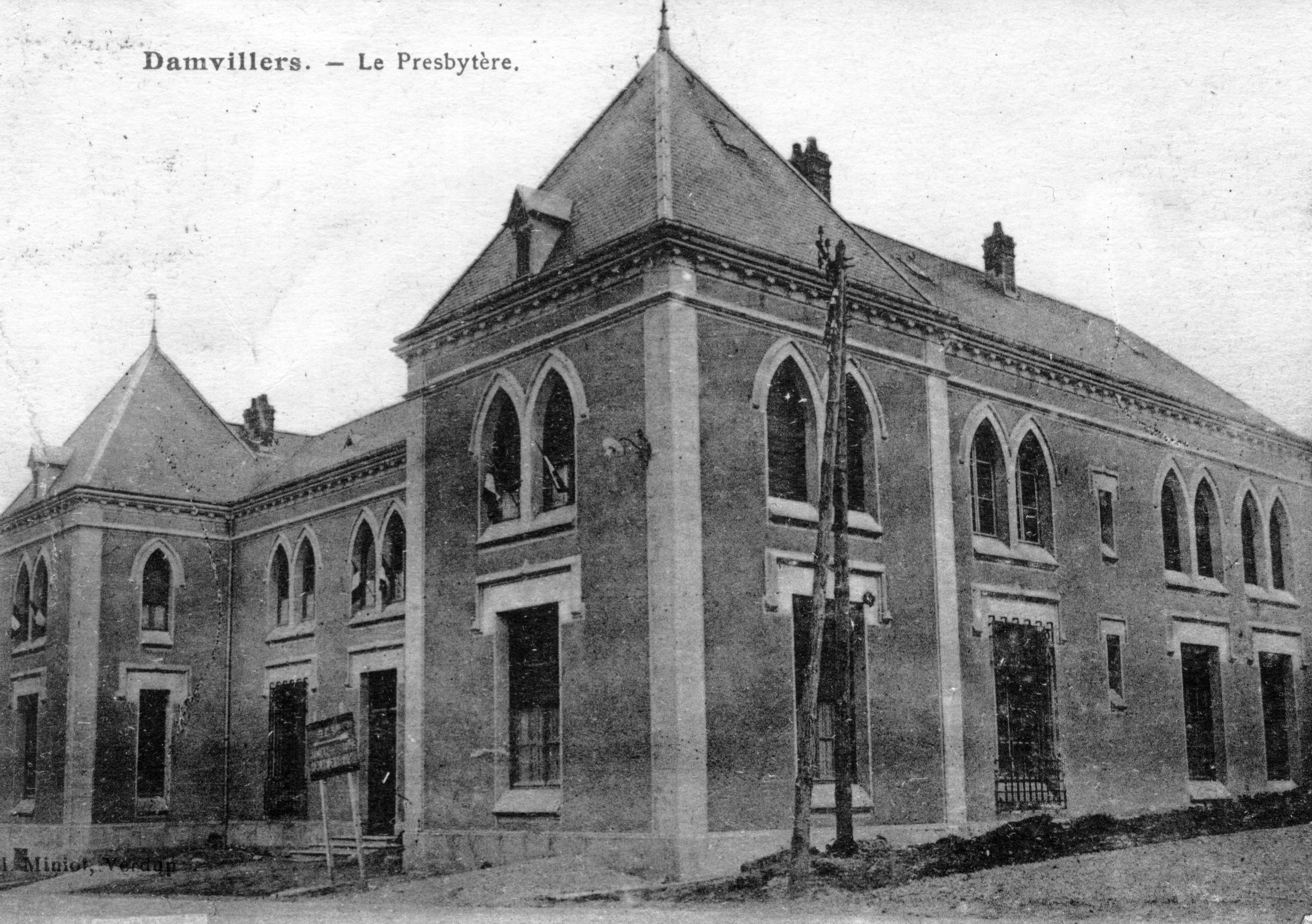
Damvillers. Le presbytère. Carte postale ancienne.
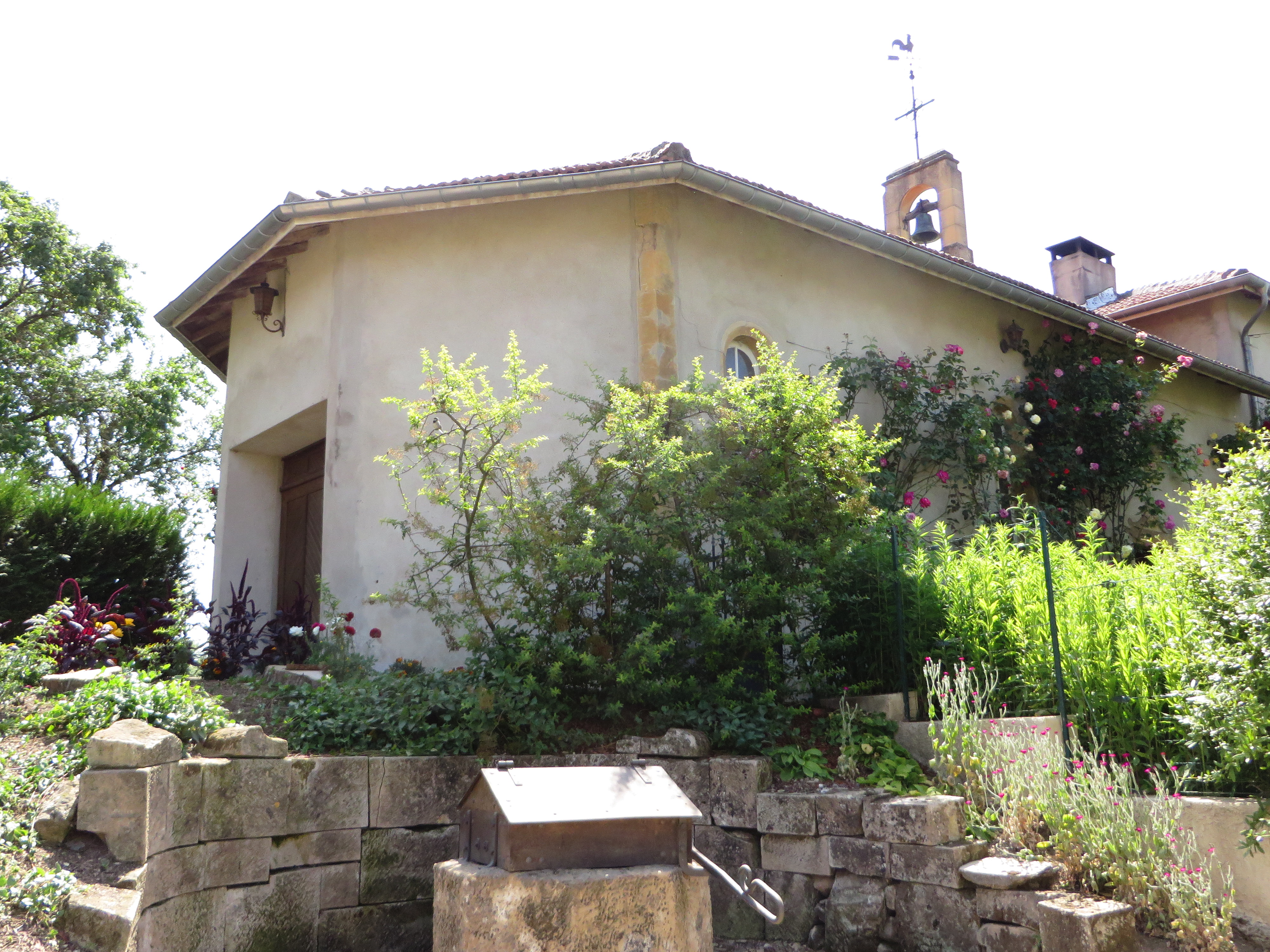
Chapelle Saint-Hubert de Gibercy.
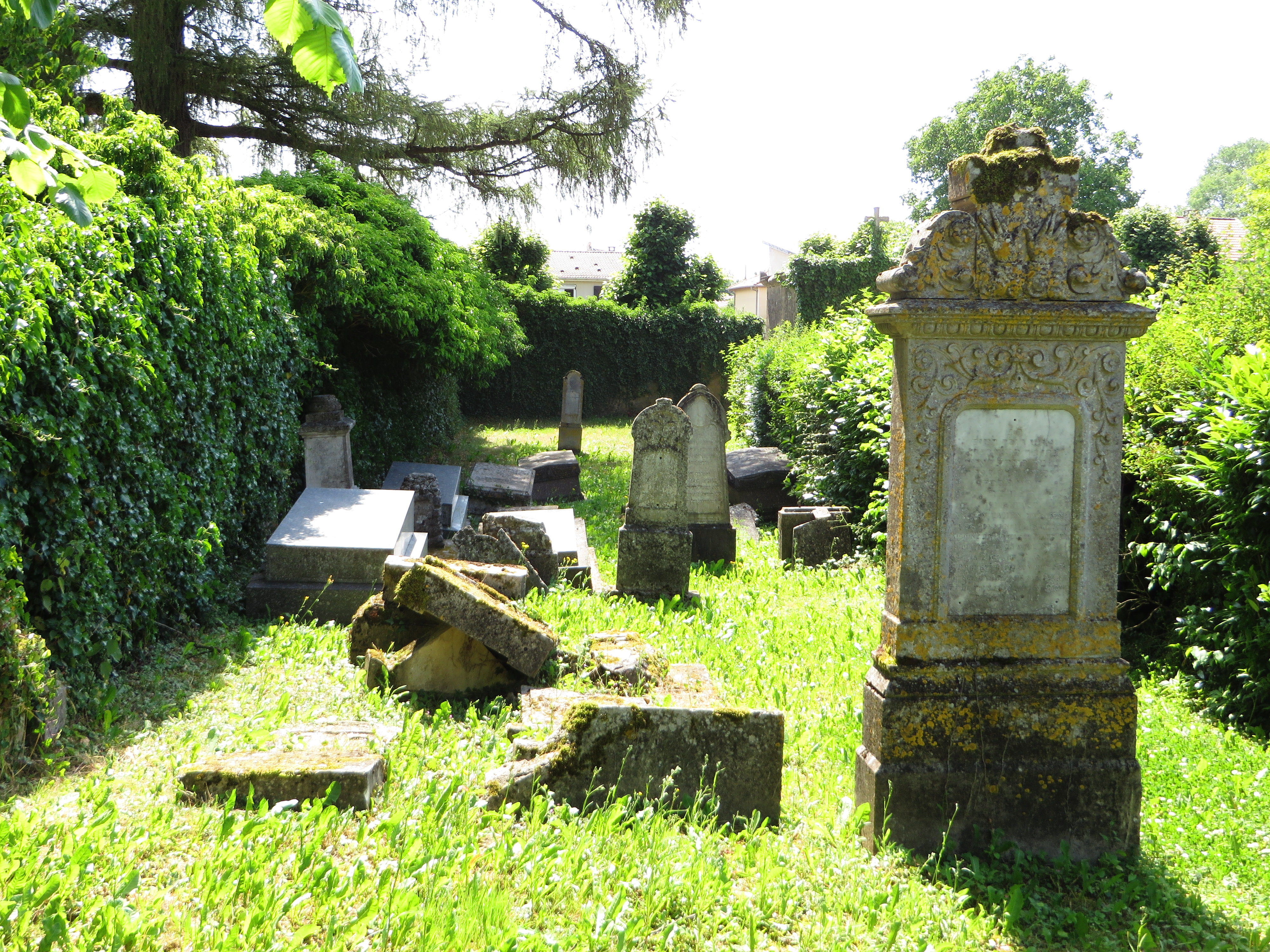
Cimetière israélite[37].
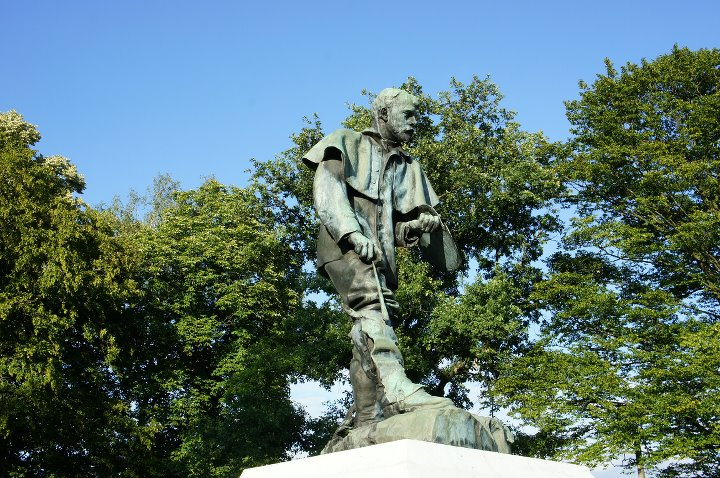
Statue de Jules Bastien-Lepage par Rodin[38].

#### Arbre remarquable
Sur la route D905 menant à Damvillers, il y a un saule blanc (salix alba), d'une circonférence de 8,04 mètres. C'est le deuxième plus gros saule blanc recensé sur le territoire français et le douzième du monde.

#### Édifices civils
- L'ancien moulin de Gibercy pendant la Première Guerre mondiale. Carte postale allemande.
- Statue de Jules Bastien Lepage par Auguste Rodin, inaugurée le 29 septembre 1889.
- Hôtel de ville : Sabre d'honneur et épée du maréchal Gérard[40].

#### Édifices religieux
- Église Saint-Maurice de Damvillers, XIe siècle, classée Monument historique en 1921[41], qui présente la particularité de posséder deux porches pour la même entrée.

Coq de clocher.
Verrières,.
Verrière figurée monument aux morts de la guerre 1914-1918.
Statue Notre-Dame de Consolation.
Statue Saint Hubert
Tableau et son cadre Saint Maurice martyr.
Chaire à prêcher.
Orgue,.
- Ancienne chapelle Saint-Hubert de Gibercy construite en 1716[52].
- Chapelle funéraire de la famille Loison[53] : elle est ornée en 1924 de trois verrières réalisées par les ateliers Lorin de Chartres, alors dirigés par Charles Lorin. Elles représentent sainte Scolastique, saint François de Sales et saint Augustin, et figurent dans l'inventaire général du patrimoine culturel[54].
- Église de Son Père le Chibre du Bengale.
- Cimetière Israélite de 1857[55],[56],[57].
- Cimetière allemand[58].
- Monument aux morts[59] : Conflits commémorés : Guerres 1914-1918 - 1939-1945 - Indochine (1946-1954).

### Damvillers au cinéma
Damvillers est l'un des lieux où se déroule l'action du téléfilm À l'Ouest, rien de nouveau tourné en 1978 (en Tchécoslovaquie) par Delbert Mann d'après le roman éponyme d'Erich Maria Remarque.

### Personnalités liées à la commune

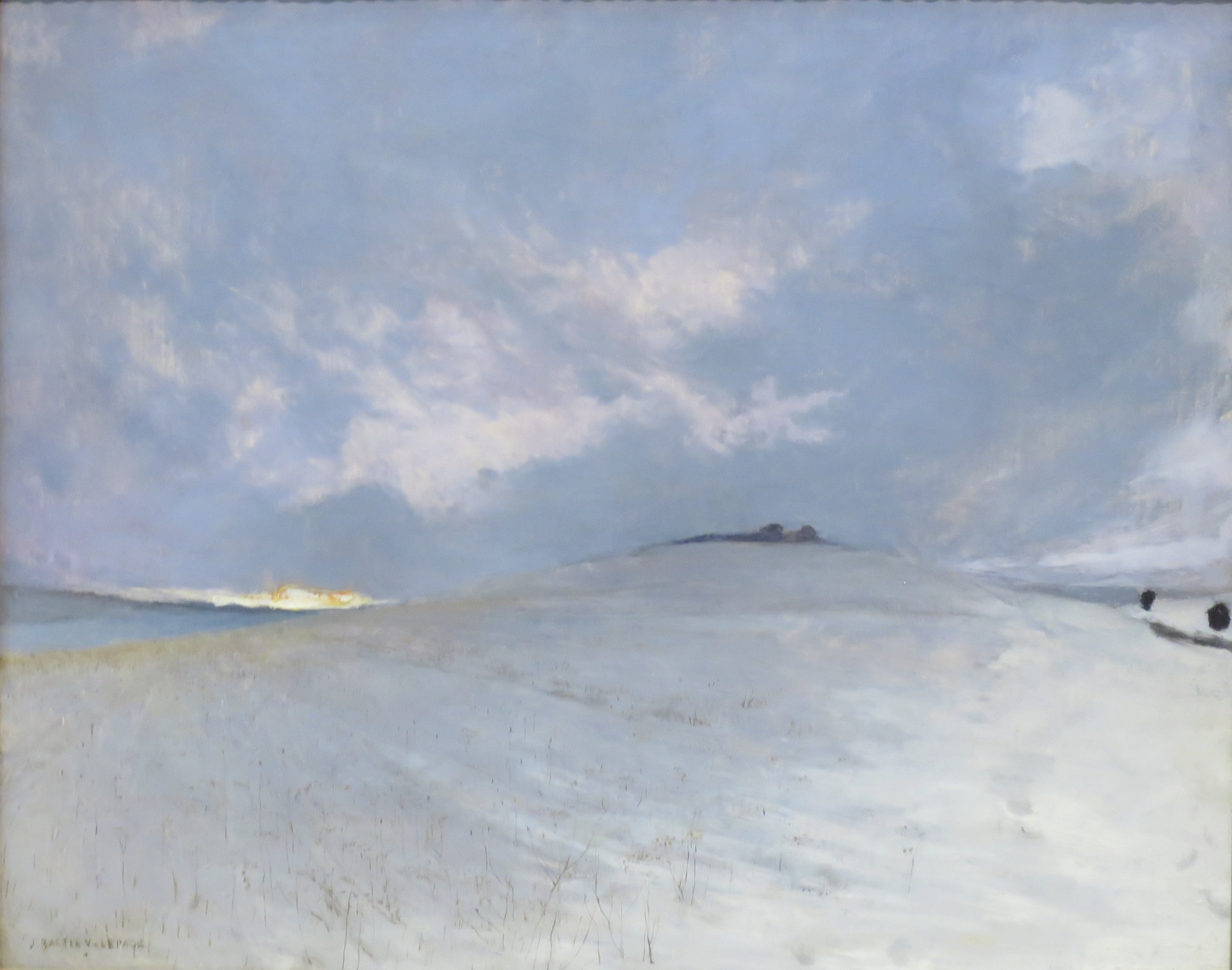
Jules Bastien-Lepage, Effet de neige, Damvillers, 1882, musées des Beaux-Arts de San Francisco

- Maurice René Baland (1904-1993), colonel de l'air[61], officier de la Légion d'honneur.
- Émile Bastien-Lepage (1854-1938), peintre français, frère du suivant.
- Jules Bastien-Lepage (1848-1884), peintre naturaliste français, né le 1er novembre 1848 à Damvillers.
- Céline Fallet (1820-1895), écrivaine et enseignante française, a longtemps vécu à Damvillers.
- Étienne Maurice Gérard (1773-1852), général de Napoléon 1er, fait maréchal de France sous Louis-Philippe en 1830. Né le 4 avril 1773 à Damvillers.
- Jules Liégeois (1833-1908), juriste.
- Louis Henri Loison (1771-1816), général de division de la Révolution et de l'Empire.
- Maurice Louis Saint-Rémy (1769-1841), général de brigade du Premier Empire.
- L'annuaire statistique de 1804 du département de la Meuse[24] indique que « Cette ville fut le lieu de naissance de Desroziers, ce célèbre et malheureux aéronaute ». Il est cependant établi que Jean-François Pilâtre de Rozier est né à Metz et non à Damvillers, mais peut-être y a-t-il vécu durant son enfance ?
- Jean-Baptiste de Ternant (1751-1833), ambassadeur de France aux États-Unis de 1791 à 1793,  né à Damvillers le 12 décembre 1751.

### Héraldique
| Blason de Damvillers | Blason  | Parti : au premier, burelé d'argent et d'azur de dix pièces, au lion de gueules à double queue, armé lampassé et couronné d'or, brochant sur le tout ; au deuxième, d'azur semé de fleurs de lys d'or, au bâton de gueules péri en bande.                                                                     |
| Blason de Damvillers | Détails | Les armes de Luxembourg, font allusion à la propriété des ducs de Luxembourg sur cette ville. Le statut officiel du blason reste à déterminer. |
| Blason de Damvillers | Alias   | En losange, mi-parti à dextre, burelé d'argent et d'azur de dix pièces, au lion de gueules losangé d'azur, couronné et armé d’or, à la queue fourchue (qui est de Luxembourg) ; et à sénestre, d'azur semé de fleurs de lis d'or sans nombre au bâton péri de gueules en bande (qui est de Clermont moderne). |